# 데즈먼드 모리스
데즈먼드 모리스(Desmond Morris)는 영국의 동물학자이자 동물생태학자, 초현실주의 화가이다. 《털없는 원숭이》라는 그의 저서와 "Zoo time"이라는 그의 티비 프로그램으로 유명하다.